# Сферическое движение
Сферическое движение (движение твёрдого тела вокруг неподвижной точки) — движение абсолютно твёрдого тела, при котором оно имеет одну неподвижную точку.
При движении вокруг неподвижной точки О каждая из точек твёрдого тела описывает в пространстве сферическую поверхность, центром которой является точка О.

При описании законов сферического движения принято пользоваться координатами, получившими название углов Эйлера:
{\displaystyle \varphi =f_{1}(t)} — угол собственного вращения;
{\displaystyle \psi =f_{2}(t)} — угол прецессии;
{\displaystyle \theta =f_{1}(t)} — угол нутации.
Примером сферического движения является движение прецессирующего волчка или любого тела закрученного вокруг оси, не совпадающей с осью наименьшего или наибольшего момента инерции. Другим примером является движение точек на зубьях конического катка в зубчатой конической планетарной передаче. Одна из характеристик сферического движения связана с движением апекса, траектория которого на единичной сфере изучается, в частности, в динамике гироскопов.

## Прочее
Пример вращения абсолютно жёсткого тела, закрученного вокруг оси, не совпадающей с осью наименьшего или наибольшего момента инерции - демонстрирует лётчик-космонавт Владимир Джанибеков